# Pectinodrilus multiplex
Pectinodrilus multiplex är en ringmaskart som först beskrevs av Erséus 1990.  Pectinodrilus multiplex ingår i släktet Pectinodrilus och familjen glattmaskar. Inga underarter finns listade i Catalogue of Life.